# Thriller social
Thriller social es un género cinematográfico que utiliza elementos de géneros como el suspense y el terror para visualizar la opresión que yace en la sociedad. El género ganó atención en 2017 con el estreno de Déjame salir de Jordan Peele, una película que pone de relieve los casos de alienación racial, con una trama basada en la intriga alrededor del secuestro de jóvenes afroamericanos. Antes de Peele, otros actores, directores y críticos han usado este término para describir este género cinematográfico incipiente, con ejemplos universales. 
Muchos películas de terror social se enfocan en temas de raza, clase, género, sexualidad o nación, frecuentemente dentro del formato de películas de géneros categorizados más ampliamente como comedia negra, cine negro, drama psicológico y cine de terror, entre otros.

## Uso temprano

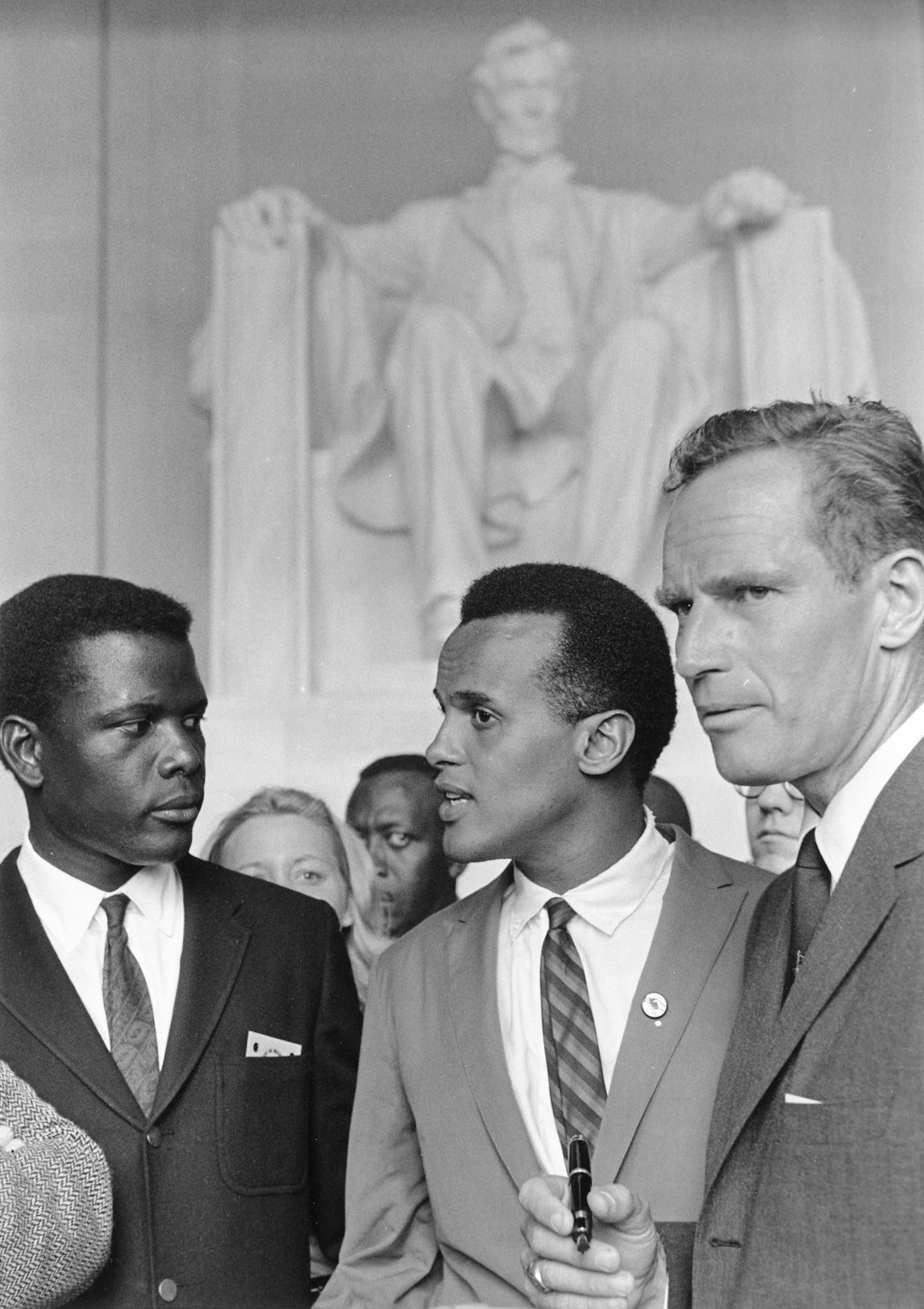
El actor de thriller social Sidney Poitier (izquierda) en la Marcha en Washington de 1963, junto a Harry Belafonte y Charlton Heston.

El término 'Thriller social' apareció en la crítica cinematográfica por primera vez para denominar a las películas que usan elementos de suspense para recalcar la dramática tensión causada por la desigualdad social. Escrito normalmente entre comillas, el término se utilizó desde los años 70, para describir de modo retroactivo el cine neo-noir político. Un ejemplo temprano es la caracterización de The Monster de Georges Sadoul, una película policíaca egipcia que participó en el Festival de Cannes en 1954. Sadoul resume la película como 'un suspense social basado en una investigación policial auténtica de un gánster drogadicto'. Sadoul continúa describiendo el estilo documental de la película y el modo de vivir en el campo egipcio.  Se pueden encontrar otros usos tempranos de este término en las descripciones de algunas películas de la Nouvelle vague (Nueva ola francesa), tales como Nada de 1974, dirigida por Claude Chabrol, inspirada en los acontecimientos de mayo de 1968 en Francia. En su libro French Culture Since 1945, Malcolm y Martin Cook escriben que 'la carrera de Chabrol ha sido dedicada casi exclusivamente a lo que podemos llamar el 'thriller social'' y siguen definiendo al género como 'las películas que usan el estilo de suspense similar a Hitchcock para comentar la tortuosidad y duplicidad de la sociedad francesa."
Aunque muchos otros críticos mencionaron este término en sus reseñas antes de los años 2010, raramente lo hicieron de forma tal que diera al suspense social su propio estatus como un género cinematográfico codificado. Antes de 2017, muchos escritores usaron el término solo una vez, por lo general en una reseña y para calificar una película individual. En su biografía de William Wyler, Axel Madsen llamó a la película Calle sin salida de 1937 protagonizada por Humphrey Bogart un suspense social. David Bleiler, un video - crítico de TLA, describió la película Un rayo de luz de 1950, protagonizada por Sidney Poitier, como 'un excepcional y tenso drama, exitoso como una telenovela médica y también como un suspense social'. Douglas Brode llamó Spencer Tracy 'el alienado antihéroe del thriller social', con referencia a su interpretación en Conspiración de silencio en 1955. Otra película con Poitier, En el calor de la noche de 1967, fue etiquetada como suspense social por Leonard Maltin y también fue citada como tal en la Cámara de Representantes de los Estados Unidos. Además, tanto Tracy como Poitier actuaron en Adivina quién viene esta noche, una película de 1967 que más adelante fue identificada como uno de los grandes ejemplos del género de suspense social, 'sin el elemento de suspense'.
En cuanto a las producciones fuera de los Estados Unidos, un par de críticos han llamado a la película británica Víctima de 1961 un suspense social. Como la primera película anglófona con el uso de la palabra 'homosexual' en su diálogo, Víctima generó controversia en el Reino Unido debido a su crítica a las leyes británicas contra los homosexuales que siguieron en vigor hasta la promulgación de la Ley de delitos sexuales de 1967 que despenalizó la homosexualidad de los hombres en Inglaterra y Gales. Ismal Xavier uso el término suspense social para describir Asalto al tren pagador, una película política sobre un robo de un tren en Brasil. Offend the Law of God de 1982, dirigida por taiwanés Bai Jingrui ha sido llamada 'un thriller social de explotación', así como la española Taxi, que trata del ascenso de la derecha racista.
En su libro Historical Dictionary of Russian and Soviet Cinema, el escritor Peter Rollberg va más allá de las referencias aisladas de sus colegas de profesión. Al describir las obras del director ruso-bielorruso Aleksandr Faintsimmer, Rollberg escribe que 'Fainsimmer se dedicó al tradicionalmente poco representado género del thriller social, con éxitos de taquilla como No Right to Fail (1974) y The Cafeteria on Piatnikskaia Street (1978)'. Rollberg también menciona The Rooks de 1982, protagonizada por Leonid Filatov y The Snake Catcher de 1985, dirigida por Vadim Derbenev, como hitos del género en la Unión Soviética.

## Cine occidental delsigloXXI
Al comienzo de los años 2000, críticos y estudiosos continuaron etiquetando varias películas contemporáneas como películas de suspense social. Los autores de Sociology: An Introductory Textbook and Reader describieron la producción británica de 2022 Negocios ocultos como 'no un documental, sino un thriller social que mezcla los aspectos de las leyendas urbanas globales sobre el secuestro de niños para el tráfico de órganos y borrachos ingenuos que se despiertan en una bañera de un hotel sin un riñón tras ser drogados por prostitutas'. The New Yorker se hizo eco de esta opinión, al decir que ' Negocios ocultos  no es una película de suspense violenta. Se le puede llamar thriller social - una película de suspense inquietante y cohesionada que, al mismo tiempo,  revela más sobre las vidas de los inmigrantes en Londres que el documental más escrupuloso'. Otras obras categorizadas como suspense social de la primera década y media del nuevo milenio incluyen la producción británica de 2005 El jardinero fiel y la película italiana del 2008 As God Commands, ambas basadas en exitosas novelas epónimas. El Wall Street Journal describió La red social de 2011 como 'mitad una película de carácter moral y mitad thriller social'. La película canadiense sobre el secuestro de niños de 2012, El hombre de las sombras, fue clasificada como un suspense social para su lanzamiento en DVD. Lo mismo ocurrió en el festival de cine francés con la exitosa película Corporate que fue clasificada como suspense social varios meses antes de su estreno en 2017.

## Cine indio moderno

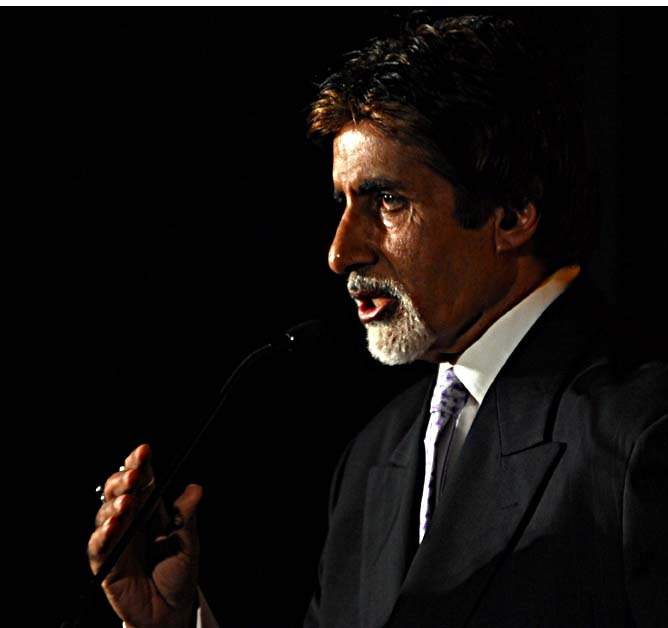
La estrella de Bollywood Amitabh Bachchan hablando en abril de 2006

Como en Occidente, el cine indio cuenta con una tradición de clasificar algunas películas como 'sociales' o 'de problemas sociales', géneros que surgieron cuando el cine sonoro llegó a India en los años 30. El auge del 'thriller social' como un género conocido en India empezó, como en EE.UU, a través de una asociación con un éxito de taquilla. Pink, un drama legal que trata sobre una violación, fue la película india más taquillera de la historia. Pink está protagonizada por un icono de Bollywood Amitabh Bachchan, quien llamó a la película suspense social. Bachchan dijo que 'el contexto y la premisa de la película siempre serán de interés primordial', pero que 'mucho no se denuncia directamente debido a la naturaleza de la trama y, por supuesto, a la naturaleza del género, el suspense social!'
Antes de Pink, el término thriller social fue usado a veces por los directores y comerciantes de Bollywood y, posteriormente, repetido por la prensa para describir determinadas películas, tales como Fugly de 2014, protagonizada por la medallista de boxeo olímpico Vijender Singh. Antes del estreno de Fugly, la prensa no tenía conocimiento del género. En un preestreno, India Times dijo que la película fue 'catalogada como un ' 'thriller social' (sea lo que sea eso)' Después de Fugly, otras películas de suspense social siguieron su ejemplo, incluyendo Bhopal: A Prayer for Rain (2014) sobre el desastre de Bhopal y Laal Rang (2016) sobre la delincuencia organizada en el sector del tráfico de sangre humana.
Los columnistas de cine del Sur de India usaron probablemente el término antes de sus homólogos norteños. G. Dhananjayan describió la película en tamil, Achchamundu! Achchamundu! (There is fear! There is fear!) (2009), con esta expresión, citándola como 'una de las raras películas populares en tamil que trata de pedófilos'. El director tamil Bramma G. llamó su primera película, Kutram Kaditha (2014), un suspense social. Ese mismo año, Jean Marcose dijo lo mismo sobre su película malayalama Angels. En 2015, Akhila Menon usó este término para describir ambas Puthiya Niyamam y Evidam Swargamanu. Otros películas de suspense social tamiles incluyen Kabali (2016) y Aagam, sobre el que su director Vijay Anand Sriram afirmó que ' tiene un mensaje pero no es sermoneador. Es un suspense social con algunos elementos comerciales'.
Thrillers sociales indios después de Pink han incluido Adanga Maru, Jhalki...Ek Aur Bachpan, Mulq, Pinu, Parari, Blue Whale, y Marainthirunthu, todos estrenados en 2018.

## Déjame saliry después

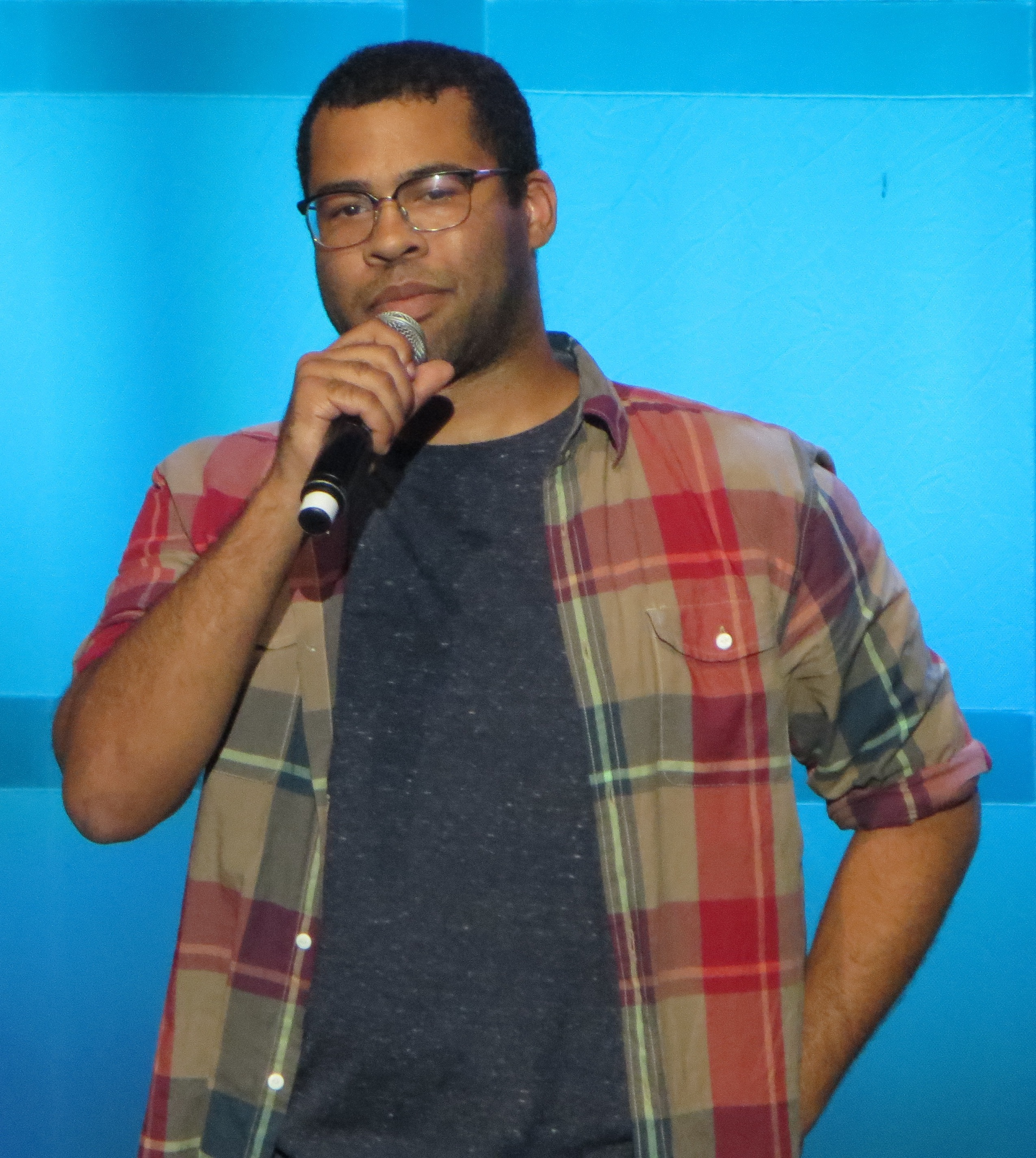
El director y comediante Jordan Peele actuando en 2012

Jordan Peele declaró que su debut como director, Déjame salir,  generalmente categorizado como una película de terror, fue parte de un linaje de películas de terror social. Es decir, la sociedad es la culpable de cualquier aspecto aterrador que aparece en pantalla. En una entrevista para el Chicago Tribune, en febrero de 2017, Peele dijo ' defino 'thriller social' como las películas de suspense/terror en las que la verdadera villana es la sociedad'. En marzo, durante una conversación con New York Times, dijo que todas películas de terror social 'tratan del monstruo humano, este monstruo social. Y este monstruo somos nosotros.' Más adelante, al hablar con New York Magazine, dijo 'Estaba intentando descrifrar a qué género pertenece esta película y el cine de terror no era precisamente eso. Tampoco era un thriller psicológico, entonces pensé 'thriller social'. La mala es la sociedad - estas características innatas de todos los seres humanos, que proporcionan cosas buenas, pero al final muestran que los humanos siempre van a ser, hasta cierto punto, bárbaros. Creo que acuñé el término thriller social, pero lo cierto es que no lo inventé.'
Coincidiendo con el estreno de Déjame salir, Peele seleccionó una colección de películas para La Academia de Música de Brooklyn (BAM), llamada El arte del thriller social. La colección contiene películas de terror clásicas, tales como La semilla del diablo, La noche de los muertos vivientes, El resplandor, El silencio de los corderos, Candyman: El dominio de la mente, El sótano del miedo y la primera película de la serie Scream dirigida por Wes Craven. Peele incluyó también películas fuera del género de terror, tales como las películas de suspense psicológico Juegos divertidos y Misery, la película de misterio La ventana indiscreta de Hitchcock y la película de terror cómica No matarás... al vecino. La proyección previa de Déjame salir fue precedida por la comedia dramática de 1967 Adivina quién viene esta noche, la primera película de Hollywood que abordó el tema de los matrimonios interraciales, significativamente influyendo en la premisa de la propia película de Peel. Al preguntarle el periódico Village Voice sobre la inclusión de esta película en la serie, Peele dijo que 'no es realmente un thriller, sino simplemente una gran exploración del fenómeno social de cómo actuamos con respecto a la raza, presentado de tal forma que todo el mundo lo puede entender. Cada persona puede identificarse con el miedo del primer encuentro con sus potenciales suegros... Hubo un momento con Déjame salir en que me di cuenta de que estaba haciendo una versión de Adivina quién viene esta noche en forma de suspense.'
Después del éxito de Déjame salir, Peele anunció que planeaba hacer cuatro thrillers sociales más durante la próxima década. En una entrevista con Business Insider, dijo 'los mejores y más aterradores monstruos en el mundo son los seres humanos y lo que somos capaces de hacer, especialmente cuando nos juntamos. He estado trabajando con base en estas premisas sobre los varios demonios sociales, los innatos monstruos humanos que son parte del tejido de cómo pensamos e interactuamos, y cada una de mis películas va a tratar de uno de estos varios demonios sociales.' En el momento de su producción, la segunda película de Peele, Nosotros, ya se ha desviado de su original comienzo como un suspense 'social' y entró más en el género de terror. Mientras que el tratamiento del protagonista negro y los antagonistas blancos en Déjame salir creó una película sobre la raza, Peele intentó no hacerlo en el caso de Nosotros. 'Es importante para mí que podamos contar historias negras que no necesariamente traten de la raza', dijo Peele en la entrevista con Rolling Stone al comienzo de 2019. 'Me di cuenta de que nunca he visto una película de terror de este tipo, en la que una afroamericana en el centro de la historia simplemente existe. Estar simplemente mirando la gente. Creo que esto prueba un punto muy válido y diferente que Déjame salir, es decir, que no todo gira en torno a la raza, mientras que Déjame salir probó que todo gira en torno a la raza. ¡He probado ambas perspectivas!!'
A mitad de 2017, la prensa ya empezó a promocionar los próximos estrenos como si fueran parte de este género. Entre ellos se incluyen los favoritos del Festival de Cannes, tales como Matar a Jesús de Colombia, L'Atelier de Francia, Rifle de Brasil, y la nueva versión de La patota de Argentina. Variety escribió que la película animada Tales of the Hedgehog era tanto 'un thriller para niños' como 'una fábula de thriller social', mientras que el director Alain Gagnol la describió como 'una fábula social de suspense'. En cuanto a Hollywood, la película sobre un escándalo de las redes sociales Nación asesina y El experimento Belko de Greg McLean y James Gunn  tanto como Detroit de Kathryn Bigelow, fueron descritas según el canon del suspense social.
Perdón por molestarlo de 2018, el debut del músico/autor Boots Riley como director, fue clasificado como un suspense social por ambos The Guardian y Deadline, con múltiples comparaciones a Déjame salir por parte de los críticos. Este mismo año, Rolling Stone planteó Tyrel, un drama sobre una escapada de fin de semana de un hombre negro con un grupo de hombres blancos borrachos, como un thriller social. En 2019, Luce, una película sobre las expectativas externas puestas en los jóvenes negros en Estados Unidos, recibió la etiqueta de thriller social después de su estreno en El Festival de Cine de Sundance.' En vísperas de los Premios Óscar en 2019, The A.V. Club añadió Cam, una película de terror psicológico contada desde la perspectiva de una trabajadora sexual en línea, a la lista del género, diciendo 'un año después de Déjame salir, otro suspense social merece el reconocimiento de los Óscar por su guion.' De la misma forma,  la página web Insider clamó por 'ver el tenso thriller social Burning de Lee Chang-dong en la carrera por el Óscar a la mejor película internacional en los Premios Óscar en 2019. El titular de Associated Press durante el Festival de Cannes en 2019 declaró que ' la película de suspense social Parásitos del director surcoreano Bong Joon-ho ganó la Palma de Oro' y que los premios del tercer puesto del jurado también se otorgaron a 'dos thrilleres socialmente conscientes: el debut largometraje de Ladj Ly - Les Misérables y Bacurau de Kleber Mendonça Filho. Con Déjame salir ayudando a codificar el género, los críticos han seguido aplicando el término retroactivamente, añadiendo en más de una reseña al suspense de ciencia ficción de 1975, The Stepford Wives, al género.

## Crítica
El uso del término thriller social como nombre de un género cinematográfico ha sido sometido a examen desde su expansión. Una de las críticas es que los géneros menos populares tales como las películas de terror son re-etiquetadas para atraer al público masivo. En un informativo sobre las películas de terror más exitosas de 2017, la periodista Haleigh Foutch escribió que Déjame salir está siendo anunciado como un 'thriller social', cuando la película ya ha dominado la taquilla y conjuró el zumbido inicial de los premios.' El crítico Jacob Knight ha citado el uso de 'thriller social' y 'terror elevado' para describir Déjame salir y las películas de 2018: Hereditary y Un lugar tranquilo diciendo 'terror elevado' (o, de hecho, incluso 'terror social'), simplemente no existe. Nunca ha existido y nunca existirá. Los cineastas han intentado distanciarse de la etiqueta de 'terror' durante décadas, porque es un género que ha sido marginado durante la mayoría de su existencia.' En una columna de opinión para SYFY Wire, Emma Fraser escribió que 'suspense social' se refiere a un tipo específico de terror, pero que 'a través de disfrazar este género, en realidad lo perjudica.' Fraser continúa diciendo que cineastas tales como George Romero, David Cronenberg y John Carpenter han usado el género de terror para abordar cuestiones sociales tales como el racismo o la pandemía de VIH y que muchas películas de terror tienen importancia social sin depender de la etiqueta 'thriller social'.

## En otros medios

### Literatura

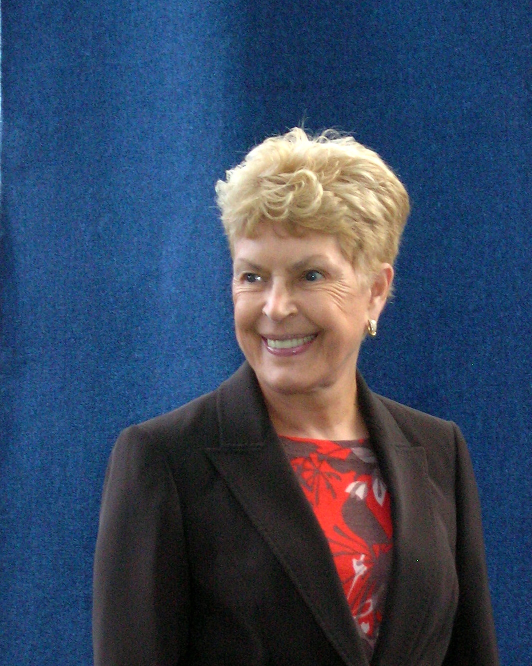
La autora de suspense social Ruth Rendell

Fuera del medio del cine, los críticos literarios han usado el término 'thriller social' tan pronto como en la primera década de los años 2000. Al escribir sobre las novelas policíacas psicológicas de Ruth Rendell en 2002, Lidia Kyzlinková de la Universidad Masaryk observó que 'se puede considerar que Rendell ha desarrollado una especie de suspense social, en el que varias representaciones acerca de la región, clase, raza, género o edad forman una parte importante de la trama.' Tres años más tarde, Kyzlinková subtituló otro capítulo sobre Rendell 'Thriller social, la etnicidad y lo inglés' en el que clasificó y caracterizó las obras de Rendell cuyas tramas estaban menos centradas en detectives o policías como 'thrillers sociopsicológicos o sociales'.
También en 2002, The New York Daily News opinó que el libro El sueño de Escipión, escrito por Ian Pears Riverhead, 'usa un lienzo mayor que nunca para construir este suspense social e histórico que mezcla dichos géneros.' Unos años después, en una reseña titulada 'The Tree Museum, el nuevo suspense social que desafiará la ética del ecologismo ejercido por el gobierno', Business Wire describió The Tree Museum, la novela distópica de 2009 escrita por Kathleen Kaufman, como 'un suspense medioambiental que muestra un mundo completamente transformado por una enigmática y poderosa fuerza totalitaria'. MacMillan Publishing llamó Six Suspects, una continuación de Slumdog Millionaire creada por Vikas Swarup en 2010, 'un terror social de rica textura.'
Después de su proliferación como un género cinematográfico, el término fue usado para describir el cómic de DC/Vertigo Safe Sex.

### Teatro y televisión
Al mismo tiempo que los escritores cinematográficos comenzaron aplicar el término con mayor frecuencia tras el aumento de su uso en 2017, los críticos de teatro siguieron su ejemplo. Adam Feldman de Time Out New York escribió que el espectáculo de Broadway Junk 'fusiona una variedad de géneros - historia policíaca, tragedia, cuento con moraleja - creando un rápido y amplio suspense social.' En 2018 el término ya se usaba en el contexto de la televisión, para describir la serie de Netflix Dilema, tanto como la serie india Criminal Justice.

### Radio y podcast
En septiembre del 2018 The New York Times destacó algunos podcasts de ficción como contribuciones al género de suspense social, sobre todo la fantasía distópica y con carga política Adventures in New America creada por los cineastas Stephen Winter y Tristan Cowen. La editorial de ficción sonora Night Vale Presents promovió el término en su página web, citando comparaciones con la película de Boots Riley Perdón por molestarlo y las obras de Jordan Peele. The Times también incluyó la serie subterránea The Horror of Dolores Roach de Gimlet Media y la película policíaca sobre un desastre aéreo Passenger List de Panoply Media entre los terrores sociales surgidos en la nueva ola de ficción sonora serializada.

## Lista de thrilleres sociales seleccionados
- La ventana indiscreta (1954)[88]
- Conspiración de silencio (1955)[89]
- Víctima (1961)[90]
- Adivina quién viene esta noche (1967)[91]
- En el calor de la noche (1967)[92]
- La semilla del diablo (1968)[91]
- La noche de los muertos vivientes (1968)[91]
- La pandilla de Nada (1974)[93]
- Las esposas de Stepford (1975)[94]
- La cafetería de la calle Piatnikskaia (1978)[16]
- El resplandor (1980)[88]
- Los 'burbios (1989)[88]
- Miseria (1990)[88]
- La gente debajo de las escaleras (1991)[88]
- El silencio de los corderos (1991)[88]
- El hombre de los dulces (1992)[88]
- Grito (1996)[88]
- Taxi (1996)[95]
- Juegos divertidos (1997)[88]
- El experimento Belko (2016)[96]
- Detroit (2017)[69]
- Déjame salir (2017)[88]
- Perdón por molestarlo (2018)[97]
- Tiro (2018)[72]
- Los Miserables (2019)[98]
- Luce (2019)[73]
- Nosotros (2019)[99]
- Parásito (2019)
- No te preocupes cariño (2022)[100]
- No (2022)[101]

### Lista de directores asociados con los thrilleres sociales
- Aleksandr Faintsimmer[16]
- Bong Joon Ho[98]
- Jorge Romero[91]
- Jordan Peele[102][103][104]
- Wes Craven[88]